# Понта-ду-Сол (район)
Понта-ду-Сол (порт. Ponta do Sol) — район (фрегезия) в Португалии, входит в округ Мадейра. Расположен на острове Мадейра. Является составной частью муниципалитета Понта-ду-Сол. Население составляет 4224 человека на 2001 год. Занимает площадь 28,20 км².
Покровителем района считается Дева Мария (порт. Nossa Senhora da Luz).